# Gruczoły przędne

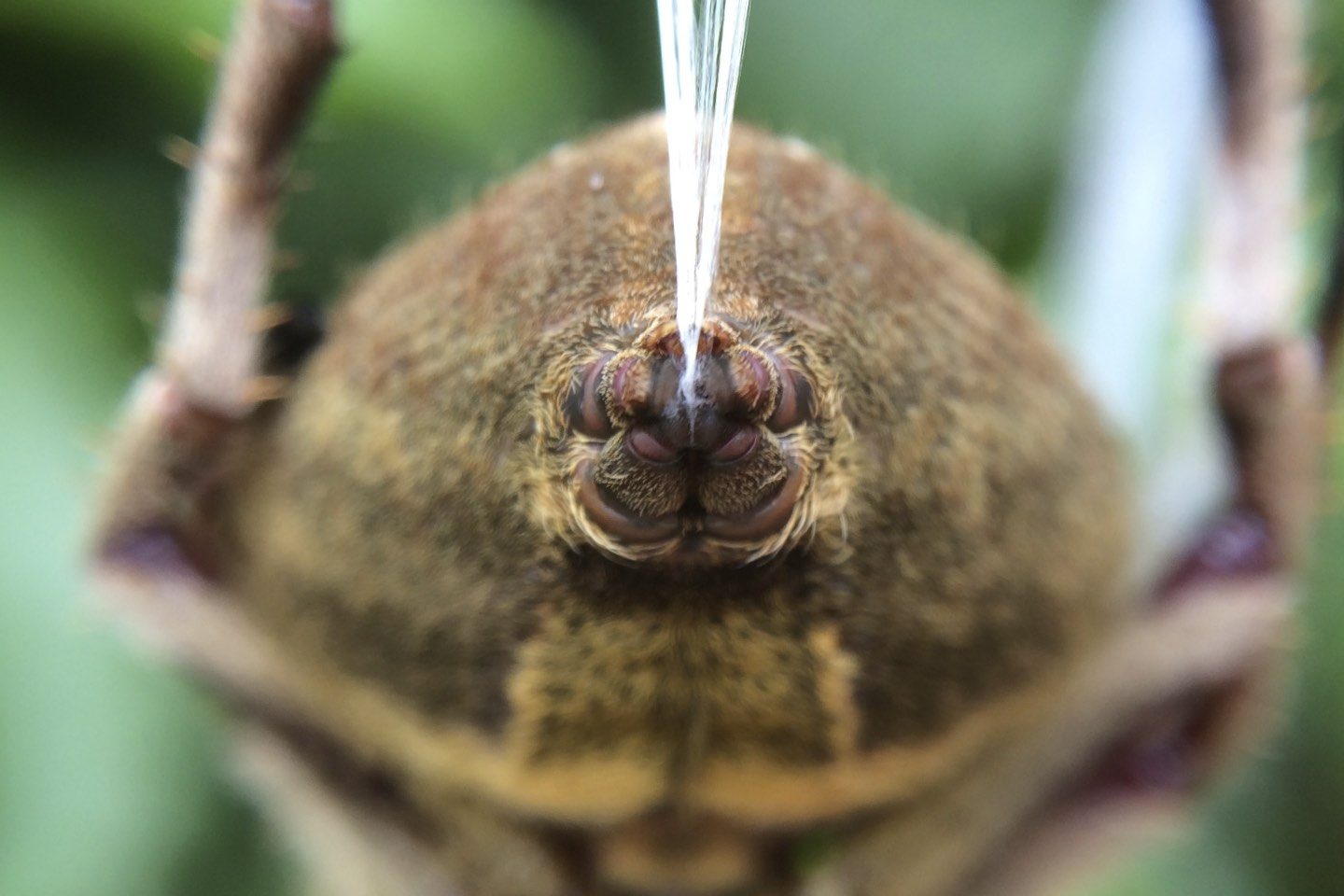
Tworzenie nici przędnej u pająka Eriophora transmarina

Gruczoły przędne (sericteria l.poj. sericterium) – występujące u wielu stawonogów narządy wydzielające płynną, lepką substancję, krzepnącą pod wpływem enzymów w zetknięciu z powietrzem do postaci jedwabistej nici przędnej wykorzystywanej do budowy oprzędu, oplątu lub pajęczyny. Gruczoły przędne mają różną w zależności od gatunku budowę. Występują u larw chruścików, motyli, chrząszczy i błonkoskrzydłych oraz u postaci dorosłych (imago) psotników, czerwców, nogoprządek i pajęczaków. Gruczoły przędne larw są przekształconymi gruczołami ślinowymi. U pająków znajdują się w kądziołkach przędnych.